# نویزیتسه
نویزیتسه (به چکی: Nevězice) یک منطقهٔ مسکونی در جمهوری چک است که در ناحیه پیسک واقع شده‌است. نویزیتسه ۹٫۸۵ کیلومتر مربع مساحت و ۱۴۵ نفر جمعیت دارد و ۴۳۹ متر بالاتر از سطح دریا واقع شده‌است.